# اکراکری
اکراکری (به لاتین: Akrokerri) یک منطقهٔ مسکونی در غنا است که در منطقه آشانتی واقع شده‌است.